# Seznam poslanců Malty (1962–1966)
Seznam poslanců Malty za volební období 1962–1966, nebo také v 1. volebním období po získání nezávislosti. Nezávislosti Malty bylo dosaženo během tohoto volebního období dne 21. srpna 1964. Z toho důvodu je toto volební období oficiálně označováno jako první volební období.  
| Jméno                    | Strana | Volební okresek | Poznámky                              |
| ------------------------ | ------ | --------------- | ------------------------------------- |
| Rokku Abdilla            | MLP    | 4               |                                       |
| Salvatore Abela          | PN     | 9               |                                       |
| Emanuele Agius           | PN     | 6               |                                       |
| Emmanuel Attard Bezzina  | MLP    | 4               |                                       |
| Coronato Attard          | DNP    | 10              |                                       |
| Agatha Barbara           | MLP    | 2               |                                       |
| Alfred Bonnici           | PN     | 4               |                                       |
| Gaetano Borg Olivier     | PN     | 7               |                                       |
| Giorgio Borg Olivier     | PN     | 1               |                                       |
| Paul Borg Olivier        | PN     | 6               |                                       |
| Antonio Busuttil         | DNP    | 7               |                                       |
| Anton Buttigieg          | MLP    | 8               |                                       |
| Alexander Cachia Zammit  | PN     | 4               |                                       |
| Benny Camilleri          | PN     | 1               |                                       |
| Emilio Camilleri         | CWP    | 3               |                                       |
| Giuseppe Maria Camilleri | PN     | 8               |                                       |
| Tommaso Caruana Demajo   | PN     | 8               |                                       |
| Carmelo Caruana          | PN     | 4               |                                       |
| Emidio Caruana           | CWP    | 6               |                                       |
| Giorg Caruana            | PN     | 3               |                                       |
| Joseph F. Cassar Galea   | PN     | 3               |                                       |
| Espedito Catania         | PN     | 2               |                                       |
| Giovanni Felice          | PN     | 7               |                                       |
| George Galea             | PN     | 10              | zemřel; nástupceMizzi, Marcel         |
| Herbert Ganado           | DNP    | 1               |                                       |
| Patrick Holland          | MLP    | 7               |                                       |
| Albert Hyzler            | MLP    | 8               |                                       |
| George J. Hyzler         | PN     | 5               |                                       |
| Nestu Laviera            | MLP    | 2               |                                       |
| Joseph Micallef Stafrace | MLP    | 1               |                                       |
| Daniel Micallef          | CWP    | 9               | odstoupil; nástupce Sapiano, Costanzo |
| Dom Mintoff              | MLP    | 1               |                                       |
| Vincent Moran            | MLP    | 3               |                                       |
| Filippo Muscat           | MLP    | 5               |                                       |
| John Muscat              | PN     | 9               |                                       |
| Nicola Muscat            | PN     | 9               |                                       |
| Antonio Paris            | PN     | 2               |                                       |
| Toni Pellegrini          | CWP    | 8               |                                       |
| Nazareno Pisani          | PN     | 5               |                                       |
| Daniel Piscopo           | MLP    | 2               |                                       |
| Mike Pulis               | MLP    | 6               |                                       |
| Carmelo Refalo           | PN     | 10              |                                       |
| Philip Saliba            | PN     | 5               |                                       |
| Lorry Sant               | MLP    | 3               |                                       |
| Edgar Soler              | DNP    | 10              |                                       |
| Guzi Spiteri             | PN     | 6               |                                       |
| Lino Carmel Paul Spiteri | MLP    | 5               |                                       |
| Mabel Strickland         | PCP    | 7               |                                       |
| Anton Tabone             | PN     | 10              |                                       |
| Paul Xuereb              | MLP    | 9               |                                       |